# 山慈姑属
山慈姑属（学名：Iphigenia）是百合科下的一个属，为多年生草本植物。该属共有约12种，分布于非洲至新西兰。